# Ni Voz Ni Voto
Ni Voz Ni Voto, ou NvNv, est un groupe péruvien de rock, originaire de Lima. Il compte au total six album studio : NvNv (2000), No Antisocial (2002), l'album en édition limitée Acoustic 2002 (2003), qui est enregistré en direct dans l'auditorium de l'université catholique, Limbo (2004), Rockstar rebelión (2012) et Antiamor (2015).
NvNv a joué en soutien à des groupes internationaux tels que Candlebox (États-Unis), Sabaton (Suède), Lacuna Coil (Italie) et Sirenia (Norvège). Il a également participé au Sideshow Festival Conecta à Santiago, au Chili, avec des groupes comme Hamlet (Espagne) et Deny (Argentine), et joué à ses débuts avec des groupes comme A.N.I.M.A.L. (Argentine) et Rekiem (Chili). 

## Historique

### Débuts (1994-1999)
NvNv est formé à la mi-1994, atteignant sa première formation officielle à la mi-1998 avec Walter Cobos (guitare), Claudia Maúrtua (chant, guitare), Pepe Pinedo (batterie), Jorge Roeder (basse) et Dino Gervasoni (percussions, chœurs). Pendant quatre ans — de la mi-1994 à la mi-1998 — NvNv travaille pour trouver un style musical qui les définit en appliquant les diverses influences et goûts musicaux de ses membres ; ce n'est que dans la seconde moitié de 1998 que NvNv trouve son style dans lequel les cinq membres se synchronisent.
Le groupe ancre donc sa personnalité musicale avec un heavy rock, que les médias appellent rétrospectivement nu metal, inspiré par des groupes comme Deftones, Korn, Disturbed, Tool, et System of a Down. Le premier concert officiel de NvNv s'effectue au concours Miraflores Rock 99, durant lequel 240 groupes dont NvNv jouaient. 

### NvNv(2000-2001)
En juin 2000, NvNv publie son premier album, éponyme, sous forme de cassette audio ; en 2001, le groupe l'édite en format CD. Les morceaux les plus notables de l'album sont Cambios, Ni Voz Ni Voto, Tu realidad et Insensible. Le concert le plus important de NvNv à cette période se fait au Festival de Rock du Stade UNI devant plus de 6 000 personnes. C'est à cette période, également, que le groupe subit un changement important dans sa formation lorsque Jorge Roeder décide de quitter le groupe pour se consacrer au jazz, ce qui oblige ce dernier à entrer dans une période d'inactivité pour organiser des auditions et le remplacer.

### No Antisocial(2002-2003)
Jack Bastante devient le nouveau bassiste de NvNv. NvNv se consacre ensuite à l'enregistrement de deux vidéos en 2002 (Cambios et Insensible), toutes deux réalisées par Jorge Sabana, et diffusées sur la chaine MTV Latino, dans l'émission MTV Rocks. Puis vient l'un des concerts les plus importants pour NvNv appelé Radio Nacional Sale a la Calle II devant plus de 12 000 personnes. Ensuite, NvNv entre dans la phase de composition de nouvelles chansons qui feront partie de leur deuxième production, des chansons qui sont enregistrées comme démos en pré-production lors de sessions dirigées par Dino Gervasoni, puis enregistrées aux studios Mushik, entre mai et juillet 2002, également avec Gervasoni. 
Le résultat devient No Antisocial, le deuxième album de NvNv, dont le style musical est repris de celui de Slipknot et System of a Down, en passant par le trip hop de Bjork et Portishead. En janvier 2003, NvNv publie son premier album acoustique, Acústico 2002, enregistré en live lors de sa présentation au Centre Culturel de l'Université Catholique en octobre 2002.

### LimboetEl Recessso(2004-2008)
À la fin 2004, NvNv lance son troisième album studio, Limbo, sous la direction de Sandro García aux studios Mundo Music ; Limbo est publié, et présenté le 27 novembre 2004 au concert intitulé Desgraciadazo, puis au pub La Noche de Barranco. Quelque temps après la sortie de Limbo, le groupe se retire de la production et des scènes jusqu'à la mi-2009. 

### Rockstar rebelión(2009-2014)
Depuis 2009, NvNv entame l'enregistrement d'un nouvel album et Walter Cobos et Dino Gervasoni (de retour à Lima) y travaillent. Au début de 2012, Kenneth Quiroz, également bassiste des groupes Serial Asesino, Chabelos et Conflicto Urbano, fait son entrée à la basse au sein de NvNv. Le 14 octobre 2012, le groupe sort son nouvel album, intitulé Rockstar rebelión, très bien accueilli par la presse. Le 10 février, la vidéo du morceau-titre est réalisé par Percy Céspedez.
Le deuxième single de Rockstar rebellion, Más mentiras para el alma, se oit également clippé et diffusé sur la chaîne YouTube du groupe le 12 mai 2013. Le clip est filmé et réalisé par Carol Rojas et Alejandro Cabrejos, à travers sa société de production (Carajo Films). Le troisième single, Julieta, est également diffusé sur la chaîne YouTube du groupe le 15 septembre 2013.

### Antiamoet séparation (2015)
Le groupe termine l'album Antiamor et le présente publiquement le 31 mai lors d'un concert autogéré intitulé Antiamor Fest, dont l'accueil et sa diffusion à travers les réseaux sociaux sont un succès.
À la fin mai 2015, les avis personnelles de Walter Cobos concernant le Festival Vivo X El Rock, auquel NvNv avait participé aux première et quatrième éditions, marquent des divergences au sein du groupe entre ceux qui soutiennent ou non le festival,,.
Début octobre 2015, le groupe et Kenneth Quiroz décident d'un commun accord de se séparer pour des questions personnelles et professionnelles selon le communiqué de NvNv;  Gonzalo Alfaro entre temporairement en scène, car en décembre il prévoit de se rendre en France pour s'installer, Javier Figueroa (ancien élève de Gonzalo) incarne la basse depuis le début de l'année 2016. 

### Retour etAlta tension(depuis 2016)
En avril 2016, le groupe présente le premier volet de Alta tension, un documentaire en trois parties qui raconte le parcours du groupe depuis sa création en 1994, à travers les témoignages de ses membres et de personnes qui ont été témoins de leur évolution.
En 2017, le groupe finalise la pré-production de ce qui sera son sixième album studio.

## Membres

### Membres actuels
- Claudia Maúrtua - chant, guitare
- Walter Cobos - guitare
- Pepe Pinedo - batterie
- Javier Figueroa - basse

### Membres invités
- Jorge Roeder - basse (sur NvNv)
- Dino Gervasoni - percussions (sur NvNv et No Antisocial)
- Jack Bastante - basse (sur No Antisocial)
- Gonzalo Alfaro - basse (sur Limbo)
- Kenneth Quiroz - basse (sur Rockstar Rebelión et Antiamor)

## Discographie

### Albums studio
- 2000 : NvNv (2000)
- 2002 : No Antisocial
- 2004 : Limbo
- 2012 : Rockstar rebelión
- 2015 : Antiamor

### Album live
- 2003 : Acústico 2002

### Participations
- 2003 : Tributo a Leusemia - 1983-2003, avec El Asesino de la ilusión
- 2004 : Tributo a Soda Stereo: Hecho en Perú, avec Prófugos